# Persone di nome Barbara
| Questa pagina contiene informazioni ricavate automaticamente dalle voci biografiche con l'ausilio del template Bio e di un bot. L'aggiornamento è periodico e automatico e ricostruisce completamente la pagina. Se manca una persona in questa lista, sei pregato di non aggiungerla, ma accertati piuttosto che la sua voce biografica contenga il template Bio e che i dati anagrafici siano correttamente compilati. Se il template Bio manca, inseriscilo tu stesso o, in alternativa, metti l'avviso {{tmp\|Bio}} che ne segnala la mancanza. Se i dati riportati sono sbagliati, correggi direttamente la voce biografica; le modifiche saranno visibili in questa lista entro pochi giorni. Per chiarimenti vedi il progetto antroponimi. La lista contiene solo le 467 persone che sono citate nell'enciclopedia e per le quali è stato implementato correttamente il template Bio. Pagina aggiornata al 6 ago 2025. |

Questa è una lista di persone presenti nell'enciclopedia che hanno il nome Barbara, suddivise per attività principale.

## Allenatrici di pallacanestro(1)
- Barbara Stevens, allenatrice di pallacanestro statunitense (Southbridge, n. 1954)

## Allenatrici di tennis(1)
- Barbara Rittner, allenatrice di tennis e ex tennista tedesca (Krefeld, n. 1973)

## Altiste(2)
- Barbara Fiammengo, ex altista italiana (n. 1967)
- Barbara Szabó, altista ungherese (Budapest, n. 1990)

## Aracnologhe(1)
- Barbara York Main, aracnologa australiana (Kellerberrin, n. 1929 - † 2019)

## Arciere(1)
- Barbara Mensing, arciera tedesca (Herten, n. 1960)

## Artiste(3)
- Barbara Kruger, artista statunitense (Newark, n. 1945)
- Barbara Pietrasanta, artista e pubblicitaria italiana (Milano, n. 1961)
- Barbara Sillari, artista italiana (Modena, n. 1963)

## Astronaute(1)
- Barbara Morgan, ex astronauta e insegnante statunitense (Fresno, n. 1951)

## Atlete paralimpiche(1)
- Barbara Niewiedział, atleta paralimpica polacca (Nysa, n. 1981)

## Attiviste(1)
- Barbara Smith, attivista e scrittrice statunitense (Cleveland, n. 1946)

## Attrici pornografiche(3)
- Barbara Dare, ex attrice pornografica statunitense (Wayne, n. 1963)
- Barbara Doll, attrice pornografica francese (Rouen, n. 1972 - † 2023)
- Mélissa Lauren, ex attrice pornografica francese (La Rochelle, n. 1984)

## Attrici teatrali(1)
- Barbara Terrinoni, attrice teatrale italiana (Roma, n. 1968)

## Autrici televisivi(1)
- Barbara Gubellini, autrice televisiva, conduttrice televisiva e giornalista italiana (Roma, n. 1973)

## Avvocate(2)
- Barbara Jordan, avvocata e politica statunitense (Houston, n. 1936 - Austin, † 1996)
- Barbara Lagoa, avvocato e giurista statunitense (Miami, n. 1967)

## Beate(1)
- Barbara Jeong Sun-mae, beata coreana (Yeoju, n. 1777 - Yeoju, † 1801)

## Biatlete(1)
- Barbara Ertl, ex biatleta tedesca (Benediktbeuern, n. 1982)

## Bibliotecarie(1)
- Barbara Rose Johns, bibliotecaria e attivista statunitense (New York, n. 1935 - Filadelfia, † 1991)

## Biologhe(3)
- Barbara Gallavotti, biologa italiana (Torino, n. 1967)
- Barbara Rosemary Grant, biologa e zoologa britannica (Arnside, n. 1936)
- Barbara McClintock, biologa statunitense (Hartford, n. 1902 - New York, † 1992)

## Calciatrici(3)
- Barbara Bonansea, calciatrice italiana (Pinerolo, n. 1991)
- Barbara Dunst, calciatrice austriaca (Graz, n. 1997)
- Barbara Lorsheijd, calciatrice olandese (Beverwijk, n. 1991)

## Canoiste(2)
- Barbara Nadalin, canoista italiana (San Vito al Tagliamento, n. 1972 - Udine, † 2012)
- Barbara Schüttpelz, ex canoista tedesca (Emsdetten, n. 1956)

## Cantanti(26)
- Barbara Acklin, cantante statunitense (Oakland, n. 1943 - Omaha, † 1998)
- Barbara Boncompagni, cantante e autrice televisiva italiana (Roma, n. 1963)
- Barbara Cola, cantante e attrice teatrale italiana (Bologna, n. 1970)
- Barbara Dane, cantante statunitense (Detroit, n. 1927 - Oakland, † 2024)
- Barbara Dex, cantante belga (Turnhout, n. 1974)
- Barbara Eramo, cantante, compositrice e musicista italiana (Taranto, n. 1972)
- Barbara Gaskin, cantante e pianista britannica (Hatfield, n. 1950)
- Barbara Roy, cantante statunitense (Kinston)
- Barbara Gilbo, cantante e showgirl italiana (Torre del Greco, n. 1976)
- Barbara Hetmańska, cantante polacca (Katowice, n. 1986)
- Bobbi Humphrey, cantante e flautista statunitense (Marlin, n. 1950)
- Miss Helvetia, cantante svizzera
- Barbara Lewis, cantante statunitense (Salem, n. 1943)
- Barbara Lory, cantante e attrice italiana (Pieve Emanuele, n. 1946)
- Barbara Mandrell, cantante statunitense (Houston, n. 1948)
- Barbara Mason, cantante statunitense (Filadelfia, n. 1947)
- Barbara McNair, cantante e attrice statunitense (Chicago, n. 1934 - Los Angeles, † 2007)
- Barbara Moleko, cantante danese (Copenaghen, n. 1986)
- Barbara Randolph, cantante e attrice statunitense (Detroit, n. 1942 - Sudafrica, † 2002)
- Sandra Reemer, cantante olandese (Bandung, n. 1950 - Amsterdam, † 2017)
- Barbara Salutati, cantante italiana
- Barbra Streisand, cantante, attrice e compositrice statunitense (New York, n. 1942)
- Basia Trzetrzelewska, cantante polacca (Jaworzno, n. 1954)
- Barbara Tucker, cantante e coreografa statunitense (Brooklyn, n. 1967)
- Barbara Weldens, cantante, artista e circense francese (n. 1982 - Gourdon, † 2017)
- Barbara Wrońska, cantante polacca (Varsavia, n. 1983)

## Cantautrici(3)
- Barbara, cantautrice e attrice francese (Parigi, n. 1930 - Neuilly-sur-Seine, † 1997)
- Barbara Fairchild, cantautrice statunitense (Knobel, n. 1950)
- Barbara Pravi, cantautrice francese (Parigi, n. 1993)

## Cestiste(17)
- Barbara van Bergen, cestista e sciatrice alpina olandese (Rotterdam, n. 1978)
- Barbara Bolden, ex cestista statunitense (Los Angeles, n. 1969)
- Barbara Brown, ex cestista statunitense (Dallas, n. 1958)
- Barbara Czopek, cestista polacca (Varsavia, n. 1931 - † 1993)
- Barbara Fanocchi, ex cestista italiana (n. 1969)
- Barbara Farris, ex cestista e allenatrice di pallacanestro statunitense (New Orleans, n. 1976)
- Barbara Gertchen, ex cestista polacca (Rawicz, n. 1958)
- Barbara Gibertini, ex cestista italiana (Parma, n. 1979)
- Barbara Kowalczyk, ex cestista polacca (n. 1933)
- Barbara Kühn, ex cestista tedesca (Breslavia, n. 1943)
- Barbara Negri, ex cestista italiana (Sorrento, n. 1986)
- Barbara Nowak, ex cestista polacca (Cracovia, n. 1947)
- Barbara Robertson, cestista, allenatrice di pallacanestro e pallavolista canadese (Ocean Falls, n. 1941 - † 2017)
- Barbara Sipes, cestista statunitense (Topeka, n. 1935 - † 2021)
- Barbara Szydłowska, cestista polacca (Płock, n. 1937 - † 2011)
- Barbara Turner, ex cestista e allenatrice di pallacanestro statunitense (Cleveland, n. 1984)
- Barbara Weistroffer, ex cestista francese (Briey, n. 1969)

## Chimiche(1)
- Barbara Askins, chimica statunitense (Belfast, n. 1939)

## Cicliste su strada(2)
- Barbara Guarischi, ciclista su strada e pistard italiana (Ponte San Pietro, n. 1990)
- Barbara Malcotti, ciclista su strada italiana (Tione di Trento, n. 2000)

## Compositrici(1)
- Barbara Strozzi, compositrice e soprano italiana (Venezia - Padova, † 1677)

## Conduttrici televisive(3)
- Barbara Chiappini, conduttrice televisiva, showgirl e attrice italiana (Piacenza, n. 1974)
- Barbara Gulienetti, conduttrice televisiva e decoratrice italiana (Roma, n. 1970)
- Barbara Schett, conduttrice televisiva, telecronista sportiva e ex tennista austriaca (Innsbruck, n. 1976)

## Contralti(1)
- Barbara Marchisio, contralto italiano (Torino, n. 1833 - Mira, † 1919)

## Critiche d'arte(1)
- Barbara Murray, critica d'arte zimbabwese (Salisbury, n. 1949)

## Danzatrici(2)
- Barbara Campanini, ballerina italiana (Parma, n. 1719 - Lubin, † 1799)
- Barbara Petrillo, ballerina, attrice e showgirl italiana (Napoli, n. 1981)

## Danzatrici su ghiaccio(1)
- Barbara Fusar Poli, ex danzatrice su ghiaccio italiana (Sesto San Giovanni, n. 1972)

## Dirigenti d'azienda(1)
- Barbara Berlusconi, dirigente d'azienda italiana (Arlesheim, n. 1984)

## Dirigenti sportive(1)
- Barbara Cox, dirigente sportiva, allenatrice di calcio e ex calciatrice neozelandese (n. 1947)

## Disc jockey(2)
- Misstress Barbara, disc jockey e musicista italiana (Catania, n. 1975)
- AniMe, disc jockey e produttrice discografica italiana (Piacenza, n. 1981)

## Disegnatrici(1)
- Barbara Jelenkovich, disegnatrice e illustratrice italiana (Trieste, n. 1961)

## Doppiatrici(5)
- Barbara Berengo Gardin, doppiatrice e direttrice del doppiaggio italiana (Roma, n. 1965)
- Barbara Castracane, doppiatrice e direttrice del doppiaggio italiana (Roma, n. 1961)
- Barbara De Bortoli, doppiatrice italiana (Roma, n. 1971)
- Barbara Luddy, doppiatrice e attrice statunitense (Great Falls, n. 1908 - Los Angeles, † 1979)
- Barbara Pitotti, doppiatrice italiana (Roma, n. 1973)

## Editrici(1)
- Barbara Grier, editrice e saggista statunitense (Cincinnati, n. 1933 - Tallahassee, † 2011)

## Educatrici(1)
- Barbara Bodichon, educatrice e artista britannica (Whatlington, n. 1827 - Robertsbridge, † 1891)

## Egittologhe(1)
- Barbara Adams, egittologa britannica (Londra, n. 1945 - † 2002)

## First lady(1)
- Barbara Bush, first lady statunitense (New York, n. 1925 - Houston, † 2018)

## Fisiche(1)
- Barbara Clerbaux, fisica belga (n. 1973)

## Fondiste(2)
- Barbara Moriggl, ex fondista italiana (Silandro, n. 1982)
- Barbara Petzold, ex fondista tedesca (n. 1955)

## Fotografe(2)
- Barbara Ess, fotografa, musicista e curatrice editoriale statunitense (Brooklyn, n. 1944 - Elizaville, † 2021)
- Barbara Morgan, fotografa statunitense (Buffalo, n. 1900 - Sleepy Hollow, † 1992)

## Fumettiste(3)
- Barbara Canepa, fumettista italiana (Genova, n. 1969)
- Barbara Mendes, fumettista e pittrice statunitense (n. 1948)
- Barbara Kesel, fumettista statunitense (n. 1960)

## Genealogiste(1)
- Barbara Rae-Venter, genealogista neozelandese (Auckland, n. 1948)

## Giocatrici di poker(1)
- Barbara Enright, giocatrice di poker statunitense (Los Angeles, n. 1949)

## Giornaliste(12)
- Barbara Capponi, giornalista e conduttrice televisiva italiana (Fermo, n. 1968)
- Barbara Carfagna, giornalista e conduttrice televisiva italiana (Roma, n. 1969)
- Barbara Demick, giornalista e scrittrice statunitense
- Barbara Ehrenreich, giornalista, scrittrice e attivista statunitense (Butte, n. 1941 - Alexandria, † 2022)
- Barbara Olson, giornalista statunitense (Houston, n. 1955 - Arlington, † 2001)
- Barbara Palombelli, giornalista, conduttrice televisiva e conduttrice radiofonica italiana (Roma, n. 1953)
- Barbara Pedri, giornalista italiana (Roma, n. 1961)
- Barbara Scaramucci, giornalista e archivista italiana (Roma, n. 1949)
- Barbara Serra, giornalista italiana (Milano, n. 1974)
- Barbara Spinelli, giornalista, saggista e politica italiana (Roma, n. 1946)
- Barbara Walters, giornalista, scrittrice e conduttrice televisiva statunitense (Boston, n. 1929 - New York, † 2022)
- Barbara di Castri, giornalista e scrittrice italiana (Roma, n. 1960)

## Giuriste(1)
- Barbara Brezigar, giurista e politica slovena (Lubiana, n. 1953)

## Greciste(1)
- Barbara Graziosi, grecista italiana (Trieste, n. 1972)

## Hockeiste su ghiaccio(1)
- Barbara Croce, hockeista su ghiaccio, ex hockeista in-line e ex calciatrice italiana (Belluno, n. 1970)

## Imprenditrici(2)
- Barbara Corcoran, imprenditrice e editorialista statunitense (Edgewater, n. 1949)
- Barbara Holdridge, imprenditrice e editrice statunitense (New York, n. 1929 - Baltimora, † 2025)

## Infermiere(1)
- Barbara Hillary, infermiera, oratrice e viaggiatrice statunitense (Manhattan, n. 1931 - Queens, † 2019)

## Informatiche(1)
- Barbara Liskov, informatica statunitense (n. 1939)

## Insegnanti(3)
- Barbara Forrest, docente statunitense
- Barbara Goette, insegnante tedesca (n. 1908 - Adelaide, † 1997)
- Barbara Henry, insegnante statunitense (Providence, n. 1932)

## Judoka(2)
- Barbara Andolina, ex judoka italiana (Avola, n. 1978)
- Barbara Matić, judoka croata (Spalato, n. 1994)

## Matematiche(1)
- Barbara Fantechi, matematica italiana (n. 1966)

## Medici(1)
- Barbara Polla, medico, gallerista e scrittrice svizzera (n. 1951)

## Medieviste(1)
- Barbara Elizabeth Crawford, medievista e archeologa britannica

## Mezzofondiste(1)
- Barbara Martinelli, ex mezzofondista e ex velocista italiana (San Vittore Olona, n. 1965)

## Microbiologhe(1)
- Barbara Iglewski, microbiologa e immunologa statunitense (Freeport, n. 1938 - Westwood, † 2023)

## Mistiche(1)
- Barbara von Krüdener, mistica e scrittrice tedesca (Riga, n. 1764 - Bilohirs'k, † 1824)

## Modelle(11)
- Barbara Cabrita, modella francese (Trappes, n. 1982)
- Barbara Fialho, supermodella brasiliana (Montes Claros, n. 1987)
- Bobbi Johnson, modella statunitense (Alexandria, n. 1945)
- Barbi Benton, modella, cantante e attrice statunitense (New York, n. 1950)
- Barbara Leigh, ex modella e attrice statunitense (Ringgold, n. 1946)
- Barbara Meier, modella e attrice tedesca (Amberg, n. 1986)
- Barbara Peterson, ex modella statunitense (Edina, n. 1953)
- Barbara Sinatra, modella, filantropa e socialite statunitense (Bosworth, n. 1927 - Rancho Mirage, † 2017)
- Barbara Snellenburg, modella e attrice olandese (Almelo, n. 1975)
- Barbara Palvin, supermodella ungherese (Budapest, n. 1993)
- Barbara Jo Walker, modella statunitense (Memphis, n. 1926 - Memphis, † 2000)

## Montatrici(1)
- Barbara McLean, montatrice statunitense (Palisades Park, n. 1903 - Newport Beach, † 1996)

## Multipliste(2)
- Barbara Bachlechner, ex multiplista italiana (Merano, n. 1956)
- Barbara Nwaba, ex multiplista statunitense (Los Angeles, n. 1989)

## Musiciste(4)
- Barbara Manning, musicista e cantautrice statunitense (n. 1964)
- Barbara Buchholz, musicista tedesca (Duisburg, n. 1959 - Berlino, † 2012)
- Barbara Morgenstern, musicista e cantante tedesca (Hagen, n. 1971)
- Barbara Urslerin, musicista e tastierista tedesca (Kempten, n. 1629)

## Nobildonne(4)
- Barbara Villiers, nobildonna inglese (n. 1654 - † 1708)
- Barbara Yelverton, XX baronessa Grey de Ruthyn, nobildonna inglese (Brandon, n. 1810 - Roma, † 1858)
- Barbara di Brandeburgo-Ansbach-Kulmbach, nobildonna tedesca (Ansbach, n. 1495 - Karlovy Vary, † 1552)
- Barbara di Legnica, nobildonna polacca (n. 1384 - † 1435)

## Nobili(16)
- Barbara d'Assia, nobile tedesca (Kassel, n. 1536 - Waldeck, † 1597)
- Barbara di Sassonia-Wittenberg, nobile tedesca (Wittenberg, n. 1405 - Baiersdorf, † 1465)
- Barbara d'Austria, nobile austriaca (Vienna, n. 1539 - Ferrara, † 1572)
- Barbara di Cilli, nobile slovena (Celje, n. 1392 - Mělník, † 1451)
- Barbara di Brandeburgo, nobile (n. 1422 - Mantova, † 1481)
- Barbara di Brandeburgo, nobile (n. 1527 - Brzeg, † 1595)
- Barbara Gamage, nobile gallese (Castello di Coity, n. 1562 - Penshurst, † 1621)
- Barbara Gonzaga, nobile italiana (Mantova, n. 1455 - Böblingen, † 1503)
- Barbara Gonzaga, nobile italiana (n. 1482 - Viadana, † 1558)
- Barbara Abney-Hastings, XIII contessa di Loudoun, nobile scozzese (n. 1919 - † 2002)
- Barbara Manfredi, nobile (Faenza, n. 1444 - Forlì, † 1466)
- Barbara Pallavicino, nobile italiana (Zibello - Cremona, † 1539)
- Barbara Palmer, nobile britannica (Londra, n. 1640 - Chiswick, † 1709)
- Barbara Sanseverino, nobile italiana (Milano, n. 1550 - Parma, † 1612)
- Barbara Torelli, nobile italiana (Montechiarugolo - Bologna, † 1533)
- Barbara di Württemberg, nobile (Stoccarda, n. 1593 - Stoccarda, † 1627)

## Nuotatrici(6)
- Barbara Bedford, ex nuotatrice statunitense (Hanover, n. 1972)
- Barbara Clark, ex nuotatrice canadese (Coronation, n. 1958)
- Barbara Evans, nuotatrice australiana (Newcastle, n. 1940 - † 2021)
- Barbara Göbel, ex nuotatrice tedesca orientale (Jena, n. 1943)
- Barbara Krause, ex nuotatrice tedesca (Berlino Est, n. 1959)
- Barbara Pozzobon, nuotatrice italiana (Maserada sul Piave, n. 1993)

## Ostacoliste(1)
- Barbara Rustignoli, ostacolista e multiplista sammarinese (n. 1984)

## Pallamaniste(1)
- Barbara Mauceri, ex pallamanista italiana (Siracusa, n. 1978)

## Pallavoliste(5)
- Barbara Bacciottini, pallavolista italiana (Firenze, n. 1994)
- Barbara Campanari, ex pallavolista italiana (Frosinone, n. 1980)
- Barbara Czekalla, ex pallavolista tedesca (Caputh, n. 1951)
- Barbara De Luca, ex pallavolista italiana (Sarzana, n. 1975)
- Barbara Fontanesi, ex pallavolista italiana (Cadelbosco di Sopra, n. 1968)

## Paracadutiste(1)
- Barbara Brighetti, paracadutista italiana (Cremona, n. 1966)

## Pattinatrici artistiche su ghiaccio(4)
- Barbara Roles, ex pattinatrice artistica su ghiaccio statunitense (San Mateo, n. 1941)
- Barbara Ann Scott, pattinatrice artistica su ghiaccio canadese (Ottawa, n. 1928 - San Fernandina, † 2012)
- Barbara Underhill, ex pattinatrice artistica su ghiaccio canadese (n. 1963)
- Barbara Wagner, ex pattinatrice artistica su ghiaccio canadese (Toronto, n. 1938)

## Pattinatrici di short track(2)
- Barbara Baldissera, ex pattinatrice di short track italiana (Bormio, n. 1978)
- Barbara Mussio, ex pattinatrice di short track italiana (Torino, n. 1968)

## Pittrici(5)
- Barbara Krafft, pittrice austriaca (Iglau, n. 1764 - Bamberga, † 1825)
- Barbara Longhi, pittrice italiana (Ravenna, n. 1552 - Ravenna, † 1638)
- Barbara Nahmad, pittrice italiana (Milano, n. 1967)
- Barbara Ragnoni, pittrice italiana (n. 1448 - † 1533)
- Barbara Sirani, pittrice italiana (Bologna, n. 1641 - † 1692)

## Politiche(32)
- Barbara Allen, politica statunitense (n. 1961)
- Barbara Bonte, politica belga (Jette, n. 1983)
- Barbara Boxer, politica statunitense (New York, n. 1940)
- Barbara Comstock, politica statunitense (Springfield, n. 1959)
- Barbara Contini, politica e funzionaria italiana (Milano, n. 1961)
- Barbara Cooper, politica statunitense (Memphis, n. 1929 - Memphis, † 2022)
- Barbara Cubin, politica e chimico statunitense (Salinas, n. 1946)
- Barbara Degani, politica italiana (Torino, n. 1966)
- Barbara Floridia, politica italiana (Messina, n. 1977)
- Barbara Franklin, politica e dirigente d'azienda statunitense (Lancaster, n. 1940)
- Barbara Guidolin, politica italiana (Bassano del Grappa, n. 1975)
- Barbara Hendricks, politica tedesca (Kleve, n. 1952)
- Barbara Kappel, politica austriaca (Reith im Alpbachtal, n. 1965)
- Barbara Kennelly, politica statunitense (Hartford, n. 1936)
- Barbara Lee, politica statunitense (El Paso, n. 1946)
- Barbara Lezzi, politica italiana (Lecce, n. 1972)
- Barbara Ludwig, politica tedesca (Chemnitz, n. 1962)
- Barbara Mannucci, politica italiana (Roma, n. 1982)
- Barbara Masini, politica italiana (Pistoia, n. 1974)
- Barbara Matera, politica, annunciatrice televisiva e attrice italiana (Lucera, n. 1981)
- Barbara Mikulski, politica statunitense (Baltimora, n. 1936)
- Barbara Nowacka, politica polacca (Varsavia, n. 1975)
- Barbara Pollastrini, politica italiana (Darfo Boario Terme, n. 1947)
- Barbara Polo, politica italiana (Ozieri, n. 1973)
- Barbara Pompili, politica francese (Parigi, n. 1975)
- Barbara Prammer, politica austriaca (Ottnang am Hausruck, n. 1954 - Vienna, † 2014)
- Barbara Rosenkranz, politica austriaca (Salisburgo, n. 1958)
- Barbara Saltamartini, politica italiana (Roma, n. 1972)
- Barbara Schaffner, politica svizzera (Zurigo, n. 1968)
- Barbara Snelling, politica statunitense (Fall River, n. 1928 - South Burlington, † 2015)
- Barbara Steinemann, politica svizzera (Dielsdorf, n. 1976)
- Barbara Vucanovich, politica statunitense (Trenton, n. 1921 - Reno, † 2013)

## Principesse(2)
- Barbara Sofia di Brandeburgo, principessa (Halle, n. 1584 - Strasburgo, † 1636)
- Barbara Jagellona, principessa polacca (Sandomir, n. 1478 - Lipsia, † 1534)

## Produttrici cinematografiche(2)
- Barbara Broccoli, produttrice cinematografica statunitense (Los Angeles, n. 1960)
- Barbara De Fina, produttrice cinematografica statunitense (New Jersey, n. 1949)

## Rabbini(1)
- Barbara Aiello, rabbino statunitense (Pittsburgh, n. 1947)

## Registe(6)
- Barbara Białowąs, regista e sceneggiatrice polacca (Opole, n. 1976)
- Barbara Hammer, regista statunitense (Los Angeles, n. 1939 - New York, † 2019)
- Barbara Kopple, regista e produttrice cinematografica statunitense (New York, n. 1946)
- Olympe de G., regista francese (Parigi, n. 1983)
- Barbara Topsøe-Rothenborg, regista, sceneggiatrice e scrittrice danese (Copenaghen, n. 1979)
- Barbara den Uyl, regista olandese (Amsterdam, n. 1949)

## Religiose(5)
- Barbara FitzRoy, religiosa inglese (Londra, n. 1672 - Pontoise, † 1737)
- Barbara Heck, religiosa irlandese (Ballingrane, n. 1734 - Augusta, † 1804)
- Barbara Maix, religiosa austriaca (Vienna, n. 1818 - Catumbi, † 1873)
- Barbara Melzi, religiosa italiana (Tradate, n. 1825 - † 1899)
- Barbara Micarelli, religiosa italiana (Sulmona, n. 1845 - Assisi, † 1909)

## Rugbiste a 15(1)
- Barbara Mervin, ex rugbista a 15, allenatrice di rugby a 15 e imprenditrice canadese (Saint John's, n. 1982)

## Saltatrici con gli sci(1)
- Barbara Stuffer, ex saltatrice con gli sci italiana (Bolzano, n. 1989)

## Sante(1)
- Barbara Choe Yeong-i, santa coreana (Seul, n. 1819 - † 1840)

## Sassofoniste(1)
- Barbara Thompson, sassofonista, flautista e compositrice britannica (Oxford, n. 1944 - † 2022)

## Scacchiste(1)
- Barbara Pernici, scacchista e ingegnera italiana (Trieste, n. 1956)

## Sceneggiatrici(2)
- Barbara Hall, sceneggiatrice, produttrice televisiva e scrittrice statunitense (Chatham, n. 1961)
- Barbara Petronio, sceneggiatrice italiana (Terni, n. 1973)

## Scenografe(1)
- Barbara Ling, scenografa statunitense (Los Angeles, n. 1952)

## Schermitrici(4)
- Barbara Ciszewska-Andrzejewska, schermitrice polacca (n. 1974)
- Barbara Rutz, schermitrice polacca (n. 1995)
- Barbara Szewczyk-Wolnicka, ex schermitrice polacca (Katowice, n. 1970)
- Barbara Wysoczańska, ex schermitrice polacca (Świętochłowice, n. 1949)

## Sciatrici alpine(14)
- Barbara Aigner, sciatrice alpina austriaca (Neunkirchen, n. 2005)
- Barbara Brlec, ex sciatrice alpina slovena (Domžale, n. 1972)
- Barbara Cochran, ex sciatrice alpina statunitense (Claremont, n. 1951)
- Barbara Ferries, ex sciatrice alpina statunitense (Houghton, n. 1944)
- Barbara Frizzarin, ex sciatrice alpina italiana (Cortina d'Ampezzo, n. 1969)
- Barbara Jordan, sciatrice alpina austriaca
- Barbara Kleon, ex sciatrice alpina italiana (Bressanone, n. 1980)
- Barbara Merlin, ex sciatrice alpina italiana (Torino, n. 1972)
- Barbara Milani, ex sciatrice alpina italiana (Sestola, n. 1972)
- Barbara Pikon, ex sciatrice alpina slovena
- Barbara Prantl, ex sciatrice alpina austriaca (n. 1990)
- Barbara Raggl, ex sciatrice alpina austriaca (n. 1975)
- Barbara Sadleder, ex sciatrice alpina austriaca (Weyer, n. 1967)
- Barbara Wirth, ex sciatrice alpina tedesca (Monaco di Baviera, n. 1989)

## Scrittrici(24)
- Barbara Alberti, scrittrice, sceneggiatrice e drammaturga italiana (Umbertide, n. 1943)
- Barbara Allason, scrittrice, germanista e traduttrice italiana (Pecetto Torinese, n. 1877 - Torino, † 1968)
- Barbara Baraldi, scrittrice e fumettista italiana (Mirandola, n. 1975)
- Barbara Bellomo, scrittrice italiana
- Barbara Bolzan, scrittrice e illustratrice italiana (Desio, n. 1980)
- Barbara Cleverly, scrittrice britannica (Yorkshire, n. 1940)
- Barbara Constantine, scrittrice e sceneggiatrice francese (Nizza, n. 1955)
- Barbara Cooney, scrittrice e illustratrice statunitense (New York, n. 1917 - Damariscotta, † 2000)
- Barbara Fiorio, scrittrice italiana (Genova, n. 1968)
- Barbara Frischmuth, scrittrice, traduttrice e drammaturga austriaca (Altaussee, n. 1941 - Altaussee, † 2025)
- Barbara Garlaschelli, scrittrice e blogger italiana (Milano, n. 1965)
- Barbara Goldsmith, scrittrice, saggista e filantropa statunitense (New York, n. 1931 - New York, † 2016)
- Barbara Hambly, scrittrice e sceneggiatrice statunitense (San Diego, n. 1951)
- Barbara Kingsolver, scrittrice e poetessa statunitense (Annapolis, n. 1955)
- Barbara Mertz, scrittrice statunitense (Canton, n. 1927 - Frederick, † 2013)
- Barbara Nadel, scrittrice britannica (Londra)
- Barbara Neely, scrittrice statunitense (Lebanon, n. 1941 - Filadelfia, † 2020)
- Barbara Pym, scrittrice britannica (Oswestry, n. 1913 - Oxford, † 1980)
- Barbara Rosiek, scrittrice, poetessa e psicologa polacca (Częstochowa, n. 1959 - Częstochowa, † 2020)
- Barbara Taylor Bradford, scrittrice e giornalista britannica (Leeds, n. 1933 - New York, † 2024)
- Barbara Margaret Trimble, scrittrice britannica (Holyhead, n. 1921 - † 1995)
- Barbara Tuchman, scrittrice, giornalista e storica statunitense (New York, n. 1912 - Greenwich, † 1989)
- Barbara Willard, scrittrice britannica (Brighton, n. 1909 - Wivelsfield, † 1994)
- Barbara Wood, scrittrice britannica (Warrington, n. 1947)

## Slittiniste(3)
- Barbara Abart, slittinista italiana (Silandro, n. 1985)
- Barbara Niedernhuber, ex slittinista tedesca (Berchtesgaden, n. 1974)
- Barbara Piecha, ex slittinista polacca (Katowice, n. 1949)

## Socialite(2)
- Babe Paley, socialite statunitense (Boston, n. 1915 - New York, † 1978)
- Barbara Hutton, socialite statunitense (New York, n. 1912 - New York, † 1979)

## Sociologhe(2)
- Barbara Benedettelli, sociologa, saggista e giornalista italiana (Rimini, n. 1968)
- Barbara Risman, sociologa e scrittrice statunitense (Lynn, n. 1956)

## Soprani(8)
- Barbara Bonney, soprano statunitense (Montclair, n. 1956)
- Barbara Cook, soprano e attrice statunitense (Atlanta, n. 1927 - New York, † 2017)
- Barbara Daniels, soprano statunitense (Newark, n. 1946)
- Betty Fischer, soprano austriaca (Vienna, n. 1887 - Vienna, † 1969)
- Barbara Frittoli, soprano italiano (Milano, n. 1967)
- Barbara Hannigan, soprano e direttore d'orchestra canadese (Halifax, n. 1971)
- Barbara Hendricks, soprano statunitense (Stephens, n. 1948)
- Barbara Lazotti, soprano, musicologa e musicista italiana (Roma, n. 1955)

## Sovrane(3)
- Barbara Radziwiłł, sovrana lituana (Vilnius, n. 1520 - Cracovia, † 1551)
- Barbara Zápolya, sovrana (Trenčín, n. 1495 - Cracovia, † 1515)
- Barbara di Ndongo e Matamba, regina († 1666)

## Stiliste(2)
- Barbara Bui, stilista francese (Parigi, n. 1957)
- Mary Quant, stilista, inventrice e imprenditrice britannica (Londra, n. 1930 - Farley Green, † 2023)

## Storiche(1)
- Barbara Frale, storica, paleografa e scrittrice italiana (Viterbo, n. 1970)

## Storiche dell'arte(2)
- Barbara Jatta, storica dell'arte e museologa italiana (Roma, n. 1962)
- Barbara Rose, storica dell'arte statunitense (Washington, n. 1936 - Concord, † 2020)

## Telecroniste sportive(1)
- Barbara Rossi, telecronista sportiva, ex tennista e allenatrice di tennis italiana (Milano, n. 1961)

## Tenniste(12)
- Barbara Breit, tennista statunitense (New York, n. 1937 - Madison, † 2022)
- Barbara Downs, ex tennista statunitense (Berkeley, n. 1954)
- Barbara Gerken, ex tennista statunitense (n. 1964)
- Barbara Haas, tennista austriaca (Steyr, n. 1996)
- Barbara Hallquist, ex tennista statunitense (n. 1957)
- Barbara Hawcroft, ex tennista australiana (n. 1950)
- Barbara Jordan, ex tennista statunitense (Milwaukee, n. 1957)
- Barbara Paulus, ex tennista austriaca (Vienna, n. 1970)
- Barbara Potter, ex tennista statunitense (Waterbury, n. 1961)
- Barbara Romanò, ex tennista italiana (Milano, n. 1965)
- Barbara Schwartz, ex tennista austriaca (Vienna, n. 1979)
- Barbara Scofield, tennista statunitense (San Francisco, n. 1926 - † 2023)

## Teologhe(1)
- Barbara Aland, teologa, grecista e filologa classica tedesca (Amburgo, n. 1937 - Herdecke, † 2024)

## Terroriste(1)
- Barbara Balzerani, terrorista e scrittrice italiana (Colleferro, n. 1949 - Roma, † 2024)

## Tiratrici a segno(1)
- Barbara Engleder, tiratrice a segno tedesca (Eggenfelden, n. 1982)

## Triatlete(1)
- Barbara Lindquist, ex triatleta statunitense (Wilmington, n. 1969)

## Tripliste(1)
- Barbara Lah, ex triplista italiana (Gorizia, n. 1972)

## Veliste(1)
- Barbara Kendall, ex velista neozelandese (Auckland, n. 1967)

## Velociste(6)
- Barbara Burke, velocista britannica (Norwood, n. 1917 - Johannesburg, † 1998)
- Barbara Ferrell, ex velocista statunitense (Hattiesburg, n. 1947)
- Barbara Janiszewska, velocista polacca (Poznań, n. 1936 - Cracovia, † 2000)
- Barbara Jones, ex velocista statunitense (Chicago, n. 1937)
- Barbara Krug, ex velocista tedesca (Lipsia, n. 1956)
- Barbara Pierre, velocista haitiana (Port-au-Prince, n. 1986)

## Senza attività specificata(5)
- Barbara Blomberg, tedesca (Ratisbona, n. 1527 - Ambrosero, † 1597)
- Barbara Blatter, ex mountain biker svizzera (Wattwil, n. 1970)
- Barbara West, britannica (Bournemouth, n. 1911 - Truro, † 2007)
- Barbara Rizzo, italiana (Trapani, n. 1955 - Erice, † 1985)
- Barbara Zdunk, polacca (n. 1769 - Reszel, † 1811)